# Henschel Hs 294

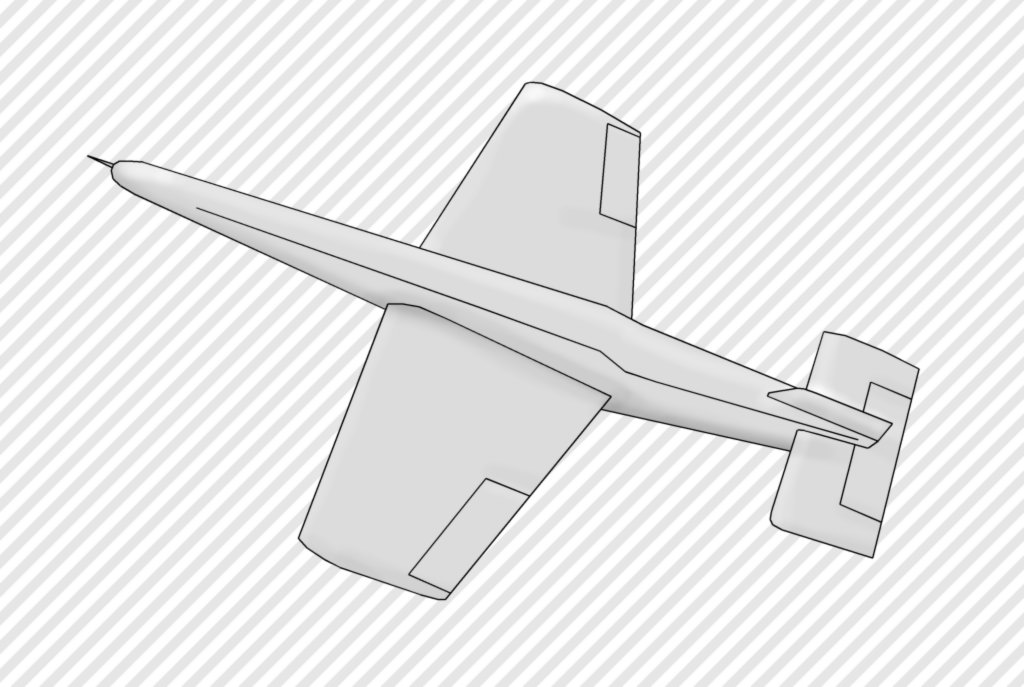
Skizze von Henschel Hs 294

Die Henschel Hs 294 war ein von den Henschel Flugzeug-Werken entwickelter ferngesteuerter Lufttorpedo zur Bekämpfung von Schiffzielen im Zweiten Weltkrieg.
Die Konstruktion basierte auf der Gleitbombe Henschel Hs 293. Jedoch sollten bei der Hs 294 zwei Flüssigkeitsraketenmotoren Walter HWK 109-507 zum Einsatz kommen. Als Seezielflugkörper wurde dieser von einem Trägerflugzeug über dem Zielgebiet abgeworfen und mittels Zieldeckungsverfahren ins Ziel gelenkt. Anders als bei der Hs 293 sollte die Hs 294 jedoch 300 bis 400 m vor dem Ziel in das Wasser stürzen, wobei die Tragflächen sowie der Rumpf mit den Triebwerken an Sollbruchstellen abbrechen sollten. Der Gefechtskopf sollte danach unter Wasser in einer durch den Bug ausgeformten Kavitationsblase mit etwa 230 km/h in sein Ziel gelangen.
Es sind keine nachweisbaren Versenkungen mit dieser Waffe bekannt. Insgesamt wurden 100 bis 120 Stück gebaut.

## Technische Daten
- Erstflug: 1941
- Rumpfdurchmesser: 620 mm
- Länge: 6114 mm
- Gewicht: 2170 kg
- Antrieb: 2 × HWK 109-507D
- Schub: 1300 kp
- Gefechtskopf: 630 kg
- Spannweite: 4025 mm